# Liste der Oberbeamten von Saint Christopher
Diese Liste der Viceroys (Königsstellvertreter, Vizekönig), Administratoren und Gouverneure in Saint Kitts (Saint Christopher) listet die Amtsträger der Englischen Kolonien ab 1623 und der Französischen Kolonien ab 1625 auf, bis heute.
Die erste Kolonisierung erfolgte ab 1623, als Sir Thomas Warner die Kolonie St. Kitts gründete. 1626 gab es wohl ein Massaker an den einheimischen Kalinago. 1629 bis 1630 waren die Inseln für kurze Zeit in spanischem Besitz und wurden danach zu einem ständigen Streitpunkt zwischen Frankreich und dem Vereinigten Königreich. 1783 sicherten sich die Briten die Inseln und gliederten sie in das Britische Weltreich ein. 99 Jahre später wurden die beiden Inseln mit dem nahegelegenen Anguilla zu einem Bund mit dem Namen St. Christopher-Nevis-Anguilla zusammengeschlossen und erst 1983 wurden sie  in die Unabhängigkeit, allerdings noch unter Oberhoheit der Königin Elisabeth II., entlassen.

## Englische Gouverneure von Saint Christopher (1623–1666)
- Sir Thomas Warner, 1623–1649
- Rowland Rich (auch: Redge), 1649–1651
- Clement Everard, 1651–1660
- William Watts, 1660–1666

1666 kam es zum Krieg zwischen den französischen und englischen Kolonien, woraufhin die Franzosen die Kontrolle über die ganze Insel errangen.

## Französische Gouverneure von Saint-Christophe (1625–1713)
- Pierre Belain, Sieur d'Esnambac, 1625–1636
- Pierre du Halde, 1636–1638
- René de Bécualt, sieur de La Grange Formenteau, 1638–1639
- Phillippe de Longvilliers de Poincy, 1639–1644, erste Amtszeit
- Robert de Longvilliers de Poincy, 1644–1646
- Phillippe de Longvilliers de Poincy, 1646–1660, zweite Amtszeit
- Charles de Sales, 1660–1666
- Claude de Roux de Saint-Laurent, 1666–1689
- Charles de Peychpeyrou-Comminges de Guitaut, 1689–1690

Zwischen 1690 und 1697 hatten wieder die Engländer die Kontrolle.
- Jean-Baptiste de Gennes, comte d'Oyac, 1698–1702.

1702 übernahmen wieder englische Truppen die Kontrolle.

## EnglischeDeputy Governorsvon Saint Christopher (1671–1769)
Bereits 1667 waren nach dem Frieden von Breda die englischen Besitzungen wieder zurückgegeben worden. 1671 wurde Saint Christopher den British Leeward Islands angeschlossen, die von Antigua aus vom Governor of the Leeward Islands verwaltet wurden. Bis 1769 wurde ein stellvertretender Gouverneur (deputy governor) ernannt um vor Ort die Geschäfte zu regeln.
- Abednego Mathew, 1671–1681
- Thomas Hill, 1682–1697
- James Norton, 1697–1701
- Walter Hamilton, 1704–1706

1706 eroberten französische Truppen erneut die Insel. Im Friede von Utrecht 1713 wurde die Insel letztendlich Großbritannien zugesprochen.
- Michael Lambert, 1706–1715
- William Mathews, Jr., 1715–1733
- Gilbert Fleming, 1733–1769

## Governors of Saint Christopher (1816–1833)

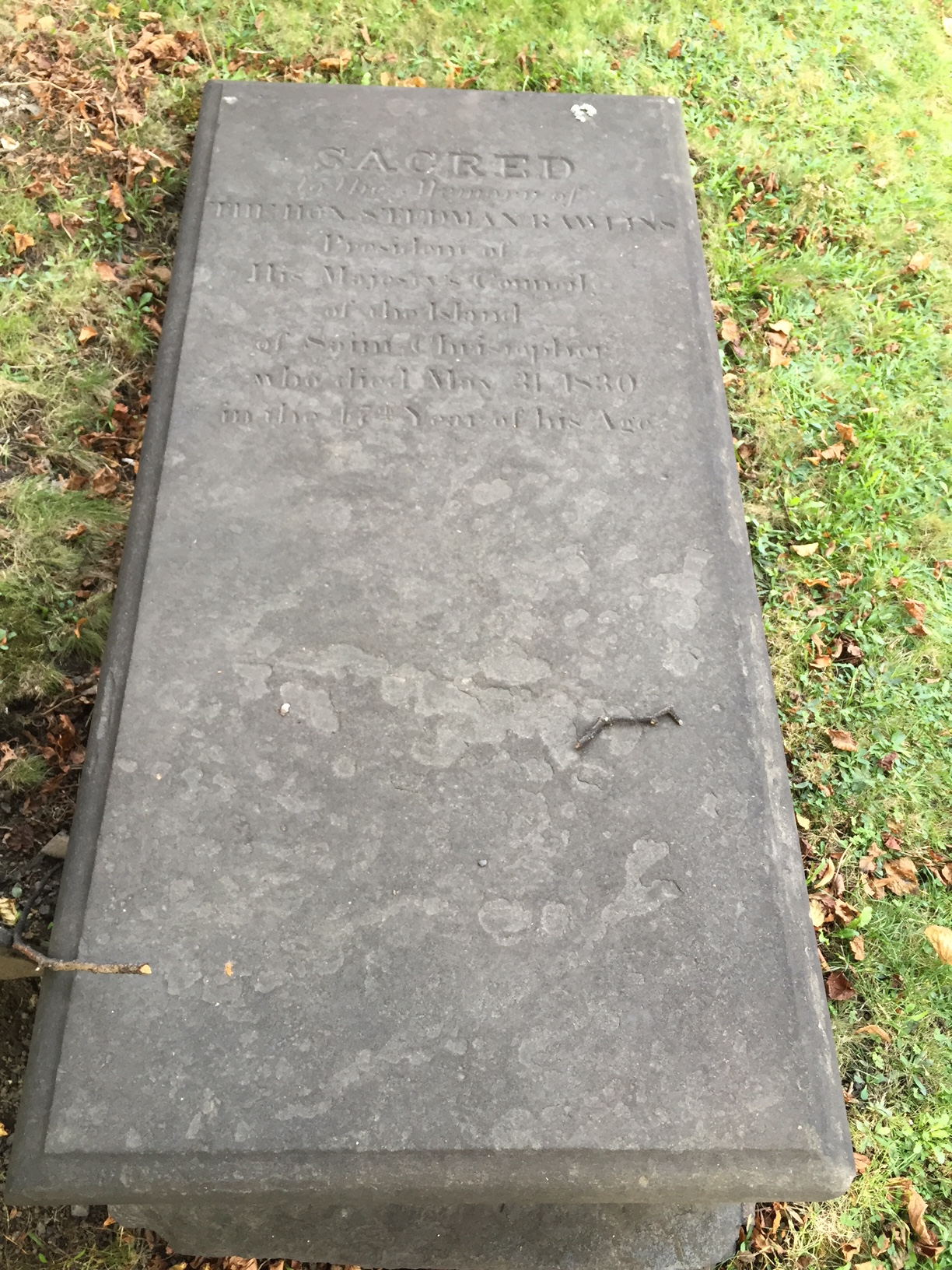
Grab von Stedman Rawlins auf dem Old Burying Ground (Halifax, Nova Scotia).

1816 wurde der Zusammenschluss der „British Leeward Islands“ aufgelöst und Saint Christopher wieder einmal separat regiert.
- Stedman Rawlins, 1816
- Thomas Probyn, 1816–1821
- Charles William Maxwell, 1821–1832
- Lieutenant-General Sir William Nicolay, 1832–1833

## Lieutenant Governors of Saint Christopher (1833–1870)
1833 wurden die British Leeward Islands erneut zusammengeschlossen. Ein „Lieutenant Governor“ wurde für Saint Christopher ernannt, er stand unter der Jurisdiktion des Governor of Antigua, des Vizekönigs in der Kolonie.
- John Lyons Nixon 1833–1836
- Henry George Macleod, 1836–1839
- Charles Cunningham, 1839–1847
- Robert James Mackintosh, 1847–1850
- Edward Hay Drummond Hay, 1850–1855
- Hercules George Robert Robinson, 1855–1859
- Benjamin Chilley Campbell Pine, 1860–1866
- James George Mackenzie, 1867–1869
- William Wellington Cairns, 1869–1870

## Präsidenten von Saint Christopher (1870–1883)
- Francis Spencer Wigley, 1870–1872, erste Amtszeit
- James Samuel Berridge, 1872–1873
- Alexander Wilson Moir, 1873–1883

## Präsidenten von Saint Christopher, Nevis und Anguilla (1883–1888)
1883 stand Saint Christopher im Verein mit Nevis und Anguilla („Saint Christopher, Nevis and Anguilla“) unter einem einzigen Präsidenten, der auf Saint Christopher stationiert war.
- Charles Monroe Eldridge, 1883–1885
- Francis Spencer Wigley, 1885–1888, zweite Amtszeit

## Commissioner of Saint Christopher, Nevis and Anguilla (1889–1895)
- John Kemys Spencer-Churchill, 1889–1895

## Administrators of Saint Christopher, Nevis and Anguilla (1895–1967)

Flagge des Gouverneurs (1958–1967).

- Thomas Riseley Griffith, 1895–1899
- Charles Thomas Cox, 1899–1904
- Sir Robert Bromley, 1904–1906
- Thomas Laurence Roxburgh, 1906–1916
- John Alder Burdon, 1916–1925
- Thomas Reginald St. Johnston, 1925–1929
- Terence Charles Macnaghten, 1929–1931
- Douglas Roy Stewart, 1931–1940
- James Dundas Harford, 1940–1947
- Leslie Stuart Greening, 1947–1949
- Frederick Mitchell Noad, 1949
- Hugh Burrowes, 1949–1956
- Henry Anthony Camillo Howard, 1956–1966
- Frederick Albert Phillips, 1966–27. Februar 1967

## Governors of Saint Christopher, Nevis and Anguilla (1967–1980)

Flagge des Gouverneurs (1967–1980).

1967 wurden Saint Christopher, Nevis und Anguilla als „Associated State of the United Kingdom“ anerkannt und erhielten die Verantwortung für ihre Inneren Angelegenheiten übertragen.
- Sir Frederick Albert Phillips, 27. Februar 1967–1969, Anschlussbeschäftigung
- Sir Milton Pentonville Allen, 1969–1975, Interim bis August 1972
- Sir Probyn Ellsworth Inniss, 1975–13. April 1980

## Governors of Saint Christopher and Nevis (1980–1983)

Flagge des Gouverneurs (1980–1983).

1980 erlangte Anguilla die Selbstständigkeit und der Staat wurde umbenannt in „Saint Christopher and Nevis“.
- Sir Probyn Ellsworth Inniss, 13. April 1980–26. November 1981, Anschlussbeschäftigung
- Clement Athelston Arrindell, November 1981–19. September 1983

## Governor-General of Saint Kitts and Nevis
Am 19. September 1983 erlangten Saint Kitts and Nevis die Unabhängigkeit vom Vereinigten Königreich.
Ab der Selbstständigkeit wurde das Amt des Governor-General of Saint Kitts and Nevis eingeführt:
- Sir Clement Arrindell, 19. September 1983–31. Dezember 1995 (Rücktritt)
- Sir Cuthbert Sebastian, 1. Januar 1996–1. Januar 2013
- Sir Edmund Lawrence, 2. Januar 2013–19. Mai 2015 Rücktritt
- Sir Samuel Weymouth Tapley Seaton, 20. Mai 2015–1. Februar 2023
- Marcella Liburd, seit 1. Februar 2023